# 貝鈞奇
貝鈞奇，SBS，MH（1951年—），香港左派商人及體育界人士，祖籍浙江寧波，自小移居香港，早年就讀漢華小學，於1967年畢業於漢華中學，曾擔任香港樹人學校教師和中国香港足球总会主席，其後轉職行船，後轉為漁船機械推銷員，至1987年轉為經營裝修亞聯工程。
貝鈞奇現時擔任中国香港足球总会會長、香港甲組足球聯賽球會愉園體育會和公民體育會主席及多支乙組及丙組球隊持牌人，亦是選舉委員會委員、策略發展委員會社會發展及生活質素委員會委員、香港健美總會會長、香港泰拳理事會會長、香港體育記者協會副會長以及中國香港柔道總會會長。

## 爭議言論

### 愉園球員打假波事件
2009年3月31日在旺角球場上演屯門普高對愉園的香港甲組足球聯賽，屯門普高於完場前7分鐘連失四球而以1－5大敗，爆出假波疑雲，球員張天德更憤而結束甲組球員生涯，香港足球總會要求屯門普高提交報告。作為借出會籍予屯門普高參賽的石硤尾會長的貝鈞奇，未看過報告內容便說接受解釋，引起輿論批評有包庇之嫌。2010年5月5日，廉政公署宣布偵破國援球員打假波案，拘捕五名國援球員，其中四人前愉園國援球員于洋更被落案起訴，在庭上供認受球會內地贊助商指使犯案，身兼愉園主席的足總副主席貝鈞奇接受訪問時竟說：「愉園球員被調查，我冇收到通知，不過香港球圈有好多人打小報告，我會跟進事件。」貝鈞奇於2010年6月10日入稟法院，控告《明報》誹謗，並要求賠償。

## 馬主生涯
貝鈞奇是香港賽馬會會員馬主，自2006-2007馬季開始擁有屬於自己的名下馬匹，第一匹為已於2008-2009馬季退役的「奇泓小子」（奇泓兩字代表貝鈞奇、貝可泓父子），其後亦有「奪魁」（在港未曾出賽已退役）、「天狼星」、「雷公鑿」（與朱悅忠合夥擁有）、「齊勝利」（貝鈞奇、貝可泓父子以會友團體擁有）、「東方繁華」；另外，貝可泓亦是「南區之星」、「贏得爽」的馬主團體成員。

## 榮譽

### 香港勋章奖章
- 榮譽勳章（2003年）
- 銅紫荊星章（2008年）
- 銀紫荊星章（2016年）

### 外国勋章奖章
- 旭日双光章（日本，2020年11月3日公布[9]）

### 其他
- 加拿大華裔作家協會名譽會長[2]
- 香港作家聯會永遠名譽會長[2]
- 世界華文文學聯會名譽會長[2]

## 外部連結
| 體育角色      | 體育角色                                          | 體育角色      |
| ------------- | ------------------------------------------------- | ------------- |
| 前任： 霍震霆 | 中國香港足球總會会长 2023年6月27日－              | 現任          |
| 前任： 梁孔德 | 中國香港足球總會主席 2019年6月28日－2023年6月27日 | 繼任： 霍啟山 |